# Killiechassie House

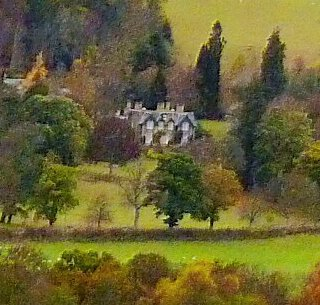

Killiechassie House é uma casa do século XIX, situada às margens do Rio Tay, próximo de Aberfeldy, em Perth and Kinross. 
A atual proprietária da casa é a escritora inglesa J.K.Rowling, que a comprou em Novembro de 2001 por aproximadamente £600,000.
Desde lá, o valor da casa aumentou significantemente, atingindo o valor estimado de 1,5 milhão de Libras esterlinas. Rowling casou na biblioteca do local. A casa está listada como número #91 no ranking das 100 casas mais luxuosas do Reino Unido.
A casa foi construída em 1865 por um general escocês que intencionava substituir uma construção ainda mais antiga. Há um lago próximo à casa que tem fama de abrigar um espírito das águas.